# Кунц, Грете
Маргарете (Грете) Кунц (до замужества — Фрёмель; нем. Margarete (Grete) Kunz (Frömel); 28 марта 1909[…], Дойче-Лиебау или Либина — 5 июня 1991[…], Висбаден) — чехословацкая и западногерманская художница, текстильный дизайнер, писатель, поэт. Участница летних Олимпийских игр 1936 года.

## Биография
Грете Кунц родилась 28 марта 1909 года в австро-венгерской деревне Дойч-Лиебау (сейчас Долни Либина, часть деревни Либина в Чехии) в семье ткачей. Происходила из судетских немцев.
Первоначально работала чертёжницей на текстильной фабрике.
Занималась живописью, графикой, дизайном текстиля, писала прозу и стихи о Судетах. Часть работ создала под псевдонимом Маргарет Фрибелунг (Фрибелунгова).
В 1936 году участвовала в состязании художников-графиков на летних Олимпийских играх в Берлине. Выступала с тремя работами — «Путешествие» (Výlet), «Прыгун» (Skokan) и «Перетягивание каната» (Přetahování lanem). Медали не были присуждены никому из участников.
Впоследствии жила в западногерманском городе Висбаден.
Умерла 5 июня 1991 года в Висбадене.

## Семья
Муж — Франц Кунц, учитель. Погиб на Второй мировой войне.